# Стойчень
Стойчень, Стойчені (рум. Stoiceni) — село у повіті Марамуреш в Румунії. Адміністративно підпорядковане місту Тиргу-Лепуш.
Село розташоване на відстані 382 км на північний захід від Бухареста, 28 км на південний схід від Бая-Маре, 84 км на північ від Клуж-Напоки.

## Населення
За даними перепису населення 2002 року у селі проживали 287 осіб, усі — румуни. Усі жителі села рідною мовою назвали румунську.